# Gillis Graffman
Johan Olof Gillis Graffman, född den 20 februari 1891 i Växjö landsförsamling, död den 25 april 1958 i Linköping, var en svensk militär. 
Graffman avlade studentexamen i Växjö 1910 och officersexamen 1912. Han blev underlöjtnant vid Kronobergs regemente 1912 och löjtnant där 1916. Graffman genomgick Gymnastiska centralinstitutet 1915–1917 och var regementsadjutant 1917–1922. Han blev kapten vid regementet 1928 och major där 1936. Graffman var regementskvartermästare 1928–1932 och chef för infanteriets officersaspirantskola 1932–1935. Han befordrades till överstelöjtnant vid Livgrenadjärregementet i Linköping 1940 och till överste i Fjärde militärområdets reserv 1950. Graffman blev riddare av Svärdsorden 1933.